# Coppa Italia (hockey su pista)
La Coppa Italia è la principale coppa nazionale italiana di hockey su pista maschile. Istituita nel 1966, è disputata con cadenza annuale.
Dal 1976 al 1995, la conquista del trofeo comportava la qualificazione in Coppa delle Coppe; dalla stagione 2013-2014, invece, la vittoria finale dà diritto, se non già conquistato in campionato, di partecipare all'Eurolega. Dal 2004, inoltre, il successo finale dà diritto di contendere la Supercoppa italiana alla squadra campione d'Italia. Dalla stagione 2014-2015 si disputa anche la Coppa Italia riservata a squadre militanti in serie A2 e dal 2019-2020 un analogo torneo è stato istituito per le squadre di serie B.

## Formula del torneo
A partire dalla stagione 2013-2014, la Coppa Italia è disputata secondo la formula del torneo a eliminazione diretta con incontri di sola andata; prendono parte alla competizione le prime otto classificate del campionato di massima divisione al termine del girone di andata.

## Albo d'oro
| Edizione        | Campione               | Finalista              | Finale                   | Finale                         |
| Edizione        | Campione               | Finalista              | Punteggio                | Sede                           |
| 1966 (1ª)       | Novara                 | Lodi                   | 3-2 ● 5–0 (per rinuncia) | Lodi ● Novara                  |
| 1967 (2ª)       | Novara                 | DLF Trieste            | 4-3                      | Bologna                        |
| 1968 (3ª)       | Laverda Breganze       | Triestina              | 5-2                      | Modena                         |
| 1969 (4ª)       | Novara                 | Amatori Modena         | 6-3                      | Seregno                        |
| 1970 (5ª)       | Novara                 | Laverda Breganze       | 8-8 ● 9-2                | Novara ● Breganze              |
| 1971 (6ª)       | Monza                  | Amatori Modena         | 5-4 ● 7-6                | Monza ● Modena                 |
| 1972 (7ª)       | Novara                 | Laverda Breganze       | 5-5 ● 3-2                | Breganze ● Novara              |
| 1973            | Edizione non disputata | Edizione non disputata | Edizione non disputata   | Edizione non disputata         |
| 1974 (8ª)       | Trissino               | AFP Giovinazzo         | 5-5 ● 6-3                | Trissino ● Giovinazzo          |
| 1975 (9ª)       | Laverda Breganze       | Novara                 | 5-2 ● 5-3                | Breganze ● Novara              |
| 1976 (10ª)      | Novara                 | CGC Viareggio          | 7-0 ● 7-8                | Novara ● Viareggio             |
| 1977 (11ª)      | Follonica              | AFP Giovinazzo         | 2-3 ● 10-4               | Follonica ● Giovinazzo         |
| 1978 (12ª)      | Amatori Lodi           | AFP Giovinazzo         | 2-2 ● 7-1                | Giovinazzo ● Lodi              |
| 1979            | Edizione non disputata | Edizione non disputata | Edizione non disputata   | Edizione non disputata         |
| 1979-1980 (13ª) | Pordenone              | Reggiana               | 4-4 ● 7-5                | Pordenone ● Reggio Emilia      |
| 1980-1981 (14ª) | Bassano                | Pordenone              | 0-0 ● 5-2                | Pordenone ● Bassano del Grappa |
| 1981-1982 (15ª) | Follonica              | AFP Giovinazzo         | 5-4 ● 4-4                | Follonica ● Giovinazzo         |
| 1982-1983 (16ª) | Amatori Vercelli       | AFP Giovinazzo         | 6-1                      | Reggio Emilia                  |
| 1983-1984 (17ª) | Monza                  | AFP Giovinazzo         | 3-2                      | Castiglione della Pescaia      |
| 1984-1985 (18ª) | Novara                 | Pordenone              | 3-2                      | Venezia                        |
| 1985-1986 (19ª) | Novara                 | Grosseto               | 7-3                      | Viareggio                      |
| 1986-1987 (20ª) | Novara                 | Amatori Lodi           | 8-2 ● 8-4                | Novara ● Lodi                  |
| 1987-1988 (21ª) | Novara                 | Roller Monza           | 2-2 ● 4-3                | Novara ● Brugherio             |
| 1988-1989 (22ª) | Monza                  | Roller Monza           | 12-8                     | Biassono                       |
| 1989-1990 (23ª) | Roller Monza           | Novara                 | 6-9 ● 5-2                | Novara ● Brugherio             |
| 1990-1992       | Edizioni non disputate | Edizioni non disputate | Edizioni non disputate   | Edizioni non disputate         |
| 1992-1993 (24ª) | Novara                 | Amatori Lodi           | 4-2                      | Lodi                           |
| 1993-1994 (25ª) | Novara                 | Roller Monza           | 2-0                      | Novara                         |
| 1994-1995 (26ª) | Novara                 | Roller Monza           | 3-2                      | Vercelli                       |
| 1995-1996 (27ª) | Novara                 | Amatori Lodi           | 3-1                      | Novara                         |
| 1996-1997 (28ª) | Novara                 | Bassano                | 13-2                     | Bassano del Grappa             |
| 1997-1998 (29ª) | Novara                 | Roller Salerno         | 3-1                      | Salerno                        |
| 1998-1999 (30ª) | Novara                 | Roller Salerno         | 4-0                      | Vercelli                       |
| 1999-2000 (31ª) | Novara                 | Amatori Vercelli       | 6-4                      | Novara                         |
| 2000-2001 (32ª) | Novara                 | Bassano 54             | 4-0                      | Bassano del Grappa             |
| 2001-2002 (33ª) | Novara                 | Primavera Prato        | 6-5                      | Follonica                      |
| 2002-2003 (34ª) | Primavera Prato        | Bassano 54             | 7-2                      | Prato                          |
| 2003-2004 (35ª) | Bassano 54             | Primavera Prato        | 3-0                      | Bassano del Grappa             |
| 2004-2005 (36ª) | Follonica              | Bassano 54             | 2-1                      | Follonica                      |
| 2005-2006 (37ª) | Follonica              | Primavera Prato        | 8-4 ● 6-2                | Prato ● Follonica              |
| 2006-2007 (38ª) | Follonica              | Bassano 54             | 5-2 ● 5-2                | Bassano del Grappa ● Follonica |
| 2007-2008 (39ª) | Follonica              | Amatori Lodi           | 5-4 ● 6-2                | Follonica ● Lodi               |
| 2008-2009 (40ª) | Follonica              | Marzotto Valdagno      | 5-3 ● 4-1                | Valdagno ● Follonica           |
| 2009-2010 (41ª) | Follonica              | CGC Viareggio          | 3-4 ● 5-3                | Viareggio ● Follonica          |
| 2010-2011 (42ª) | CGC Viareggio          | Marzotto Valdagno      | 5-5 ● 5-4                | Viareggio ● Valdagno           |
| 2011-2012 (43ª) | Amatori Lodi           | Bassano                | 7-3 ● 5-4                | Bassano del Grappa ● Lodi      |
| 2012-2013 (44ª) | Marzotto Valdagno      | CGC Viareggio          | 5-4 ● 4-1                | Viareggio ● Valdagno           |
| 2013-2014 (45ª) | Valdagno               | CGC Viareggio          | 5-1                      | Giovinazzo                     |
| 2014-2015 (46ª) | Breganze               | CGC Viareggio          | 4-3                      | Follonica                      |
| 2015-2016 (47ª) | Amatori Lodi           | Bassano                | 5-2                      | Forte dei Marmi                |
| 2016-2017 (48ª) | Forte dei Marmi        | Bassano                | 4-1                      | Follonica                      |
| 2017-2018 (49ª) | Follonica              | Forte dei Marmi        | 3-2                      | Follonica                      |
| 2018-2019 (50ª) | Breganze               | Sarzana                | 3-2                      | Trissino                       |
| 2019-2020       | Edizione annullata     | Edizione annullata     | Edizione annullata       | Lodi                           |
| 2020-2021 (51ª) | Amatori Lodi           | Forte dei Marmi        | 3-2 d.t.r.               | Forte dei Marmi                |
| 2021-2022 (52ª) | Sarzana                | Forte dei Marmi        | 3-2 d.t.s.               | Forte dei Marmi                |
| 2022-2023 (53ª) | Trissino               | Amatori Lodi           | 3-1 d.t.r.               | Trissino                       |
| 2023-2024 (54ª) | Forte dei Marmi        | Follonica              | 2-1 d.t.r.               | Forte dei Marmi                |
| 2024-2025 (55ª) | Trissino               | Amatori Lodi           | 5-1                      | Trissino                       |

### Edizioni vinte e secondi posti per squadra
| Squadra          | Vittorie | Secondi posti | Anni vittorie | Anni secondi posti                             |
| ---------------- | -------- | ------------- | --- | ---------------------------------------------- |
| Novara           | 20       | 2             | 1966, 1967, 1969, 1970, 1972, 1976, 1985, 1986, 1987, 1988 1993, 1994, 1995, 1996, 1997, 1998, 1999, 2000, 2001, 2002 | 1975, 1990                                     |
| Follonica        | 9        | 1             | 1977, 1982, 2005, 2006, 2007, 2008, 2009, 2010, 2018                                                                  | 2024                                           |
| Amatori Lodi     | 4        | 6             | 1978, 2012, 2016, 2021                                                                                                | 1987, 1993, 1996, 2008, 2023, 2025             |
| Breganze         | 4        | 2             | 1968, 1975, 2015, 2019                                                                                                | 1970, 1972                                     |
| Monza            | 3        | 0             | 1971, 1984, 1989 |                                                |
| Trissino         | 3        | 0             | 1974, 2023, 2025 |                                                |
| Bassano          | 2        | 8             | 1981, 2004 | 1997, 2001, 2003, 2005, 2007, 2012, 2016, 2017 |
| Valdagno         | 2        | 2             | 2013, 2014 | 2009, 2011                                     |
| Forte dei Marmi  | 2        | 3             | 2017, 2024 | 2018, 2021, 2022                               |
| CGC Viareggio    | 1        | 5             | 2011 | 1976, 2010, 2013, 2014, 2015                   |
| Roller Monza     | 1        | 4             | 1990 | 1988, 1989, 1994, 1995                         |
| Prato Primavera  | 1        | 3             | 2003 | 2002, 2004, 2006                               |
| Pordenone        | 1        | 2             | 1980 | 1981, 1985                                     |
| Amatori Vercelli | 1        | 1             | 1983 | 2000                                           |
| Sarzana          | 1        | 1             | 2022 | 2019                                           |
| AFP Giovinazzo   | 0        | 6             | | 1974, 1977, 1978, 1982, 1983, 1984             |
| Amatori Modena   | 0        | 2             | | 1969, 1971                                     |
| Roller Salerno   | 0        | 2             | | 1998, 1999                                     |
| Lodi             | 0        | 1             | | 1966                                           |
| DLF Trieste      | 0        | 1             | | 1967                                           |
| Triestina        | 0        | 1             | | 1968                                           |
| Reggiana         | 0        | 1             | | 1980                                           |
| Grosseto         | 0        | 1             | | 1986                                           |

### Riepilogo vittorie per regione
| Regione               | Titoli | Squadre vincenti                                                      |
| --------------------- | ------ | --------------------------------------------------------------------- |
| Piemonte              | 21     | Novara (20), Amatori Vercelli (1)                                     |
| Toscana               | 13     | Follonica (9), Forte dei Marmi (2), CGC Viareggio (1), Prato 1954 (1) |
| Veneto                | 11     | Breganze (4), Trissino (3), Bassano (2), Valdagno (2)                 |
| Lombardia             | 8      | Amatori Lodi (4), Monza (3), Roller Monza (1)                         |
| Friuli-Venezia Giulia | 1      | Pordenone (1)                                                         |
| Liguria               | 1      | Sarzana (1)                                                           |